# Technonacjonalizm
Technonacjonalizm - koncepcja, która łączy rozwój technologiczny z bezpieczeństwem narodowym oraz wzrostem gospodarczym i dobrobytem państwa. Przeciwstawną koncepcją jest technoglobalizm.
Pojęcie to zostało wprowadzone do obiegu naukowego w latach 80. XX wieku przez profesora Uniwersytetu Harvarda i działacza politycznego Roberta Reicha. Użył on tego terminu, aby opisać relacje gospodarcze między Stanami Zjednoczonymi a Japonią. W swojej pracy Reich wskazał, że technonacjonalizm jest związany z postrzeganiem technologii jako kluczowego elementu w rywalizacji między państwami, zarówno w kontekście gospodarki, jak i bezpieczeństwa narodowego. Od tego czasu pojęcie to stało się istotnym elementem analiz dotyczących polityki technologicznej, gospodarki międzynarodowej oraz bezpieczeństwa.
Współczesny technonacjonalizm jest szczególnie widoczny w rywalizacji między USA a Chinami, gdzie oba kraje dążą do zwiększenia swojej niezależności technologicznej i wzmocnienia pozycji na globalnym rynku. Rywalizacja ta obejmuje obszary takie jak sztuczna inteligencja czy półprzewodniki. Oba państwa inwestują w krajowe innowacje technologiczne, starając się unikać zależności od zagranicznych dostawców, co wywołuje globalne konsekwencje w zakresie handlu i bezpieczeństwa.

## Przykłady technonacjonalizmu
Plan Made in China 2025 (Chiny)
Plan ten ma na celu zmniejszenie zależności Chin od zagranicznych dostawców i rozwój krajowych technologii w kluczowych sektorach, takich jak sztuczna inteligencja, komputery kwantowe, robotyka, sprzęt rolniczy i samochody autonomiczne. Plan zakłada między innymi, że chińskie firmy będą kontrolować 70% krajowego rynku w kluczowych sektorach do 2025 roku.
Inicjatywa Industrie 4.0 (Niemcy)
W 2013 roku Niemcy, jako jedno z wiodących przemysłowo państw na świecie, opublikowały strategię „Industrie 4.0”. Inicjatywa ta ma na celu rozwój przemysłu między innymi poprzez cyfryzację produkcji, wykorzystanie Internetu rzeczy oraz sztucznej inteligencji. Fundamentem tej strategii są niemieckie firmy takie jak Volkswagen czy BMW.
Ustawa CHIPS and Science Act z 2022 roku (Stany Zjednoczone)
Celem ustawy CHIPS and Science Act jest zwiększenie konkurencyjności, innowacyjności i bezpieczeństwa narodowego Stanów Zjednoczonych poprzez inwestowanie w krajową produkcję półprzewodników. Ustawa przewiduje wydatki w wysokości 280 miliardów dolarów w ciągu 10 lat, z czego większość zostanie przeznaczona na badania naukowe i komercjalizację technologii.

## Krytyka technonacjonalizmu
Technonacjonalizm może prowadzić do izolacji technologicznej, ograniczając międzynarodową współpracę i wymianę innowacji. Takie podejście może nasilać napięcia między państwami, spowalniając globalny postęp technologiczny.